# گرگ سرانو
گرگ سرانو (به انگلیسی: Greg Serano) (زاده ۷ اوت ۱۹۷۴) بازیگر آمریکایی است.
از فیلم‌هایی که وی در آن نقش داشته‌است می‌توان به امنیت ملی، اسب‌های شکسته و در دره الاه اشاره کرد.